# All people's party
All people's party (APP) is een Namibische politieke partij die in 2008 ontstond. De oprichters kwamen bijna allemaal uit de Congress of Democrats. De partij bestaat voornamelijk uit Kavango's. Dat is een erg grote bevolkingsgroep, maar APP heeft slechts steun bij een deel ervan. De voorzitter van de partij is sinds de stichting Ignatius Shixwameni. Shixwameni zetelt als enige voor de APP in het Namibische parlement, nadat de partij bij de nationale verkiezingen van 2009 10,795 (1.3 procent) stemmen behaalde.